# クリケットアフガニスタン代表
クリケットアフガニスタン代表（Afghanistan national cricket team）はアフガニスタン・クリケット評議会により組織されるクリケットのナショナルチーム。

## 代表成績

### ワールドカップ
- 1975 - 不出場
- 1979 - 不出場
- 1983 - 不出場
- 1987 - 不出場
- 1992 - 不出場
- 1996 - 不出場
- 1999 - 不出場
- 2003 - 不出場
- 2007 - 不出場
- 2011 - 不出場
- 2015 - グループリーグ敗退
- 2019 - グループリーグ敗退

### ICC T20ワールドカップ
- 2007 - 不出場
- 2009 - 不出場
- 2010 - ラウンド1敗退
- 2012 - ラウンド1敗退
- 2014 - ラウンド1敗退
- 2016 - スーパー10敗退